# KsFreakWhatElse
Marcel Dähne, bekannter unter seinem Kanal- und Künstlernamen KsFreakWhatElse (zumeist abgekürzt KsFreak oder auch KS) (* 24. Oktober 1993 in Berlin), ist ein österreichischer Webvideoproduzent, Rapper und Influencer mit kosovo-albanischen Wurzeln. Er besitzt aktuell auf der Internetplattform YouTube über 2,07 Millionen Abonnenten.

## Leben und Karriere
Dähne absolvierte zunächst eine Ausbildung zum Installateur und ging außerdem einem Ferienjob in einer Glasfabrik nach. Im Februar 2016 trennte er sich von seiner Freundin.
Er gründete seinen YouTube-Kanal im November 2012. Drei Jahre später knackte er die 100.000-Abonnenten-Grenze. Als in den darauffolgenden Monaten die Aufrufzahlen und die Reichweite rapide stiegen, beschloss er, die Schule abzubrechen und die Webvideoproduktion hauptberuflich zu betreiben. 2016 verzeichnete er eine Million Abonnenten, ein Jahr später hatte sich die Zahl der Abonnenten verdoppelt. KsFreaks Repertoire an Videos besteht vorwiegend aus Vlogs, gefilmten Streichen („Pranks“), sogenannten „Challenges“ (Herausforderungen) und anderen zumeist humorvollen Inhalten.
Seit 2015 ist Dähne auch als Hip-Hop-Musiker tätig. Zunächst war er neben KrappiWhatelse als Gastrapper auf der Single des befreundeten YouTubers ApoRed zu hören, die erste musikalische Veröffentlichung für alle drei Beteiligten. Das Lied erhielt mitunter negative Reaktionen, sein Video wurde jedoch über 34 Millionen Mal angesehen. Im Jahr 2016 veröffentlichte er seine Solo-Debütsingle 1 Million. Diese war mit 26 Millionen Aufrufen ähnlich erfolgreich, wurde jedoch durchschnittlich positiver aufgenommen. Es folgten regelmäßig Veröffentlichungen weiterer Titel. Sein Debütalbum WhatElse erschien 2017. Zwar verkaufte es sich trotz seiner Bekanntheit in Deutschland nur moderat sowie in der Schweiz eher schlecht, konnte jedoch in seinem Heimatland Österreich bis auf Platz 4 der Charts klettern. Anschließend konzentrierte er sich wieder vorrangig auf seine Karriere als Videokünstler.
Sein Musikstil kann dem Pop-Rap zugeordnet werden und stützt sich zumeist auf eingängige, gesungene Refrains und gerappte Strophen. Themen, die er behandelt, sind unter anderem sein Ruhm, sein Lebensstil und die Dankbarkeit für seine Fans und Unterstützer.
2016 hatte KsFreak eine mediale Fehde mit dem deutschen Meinungsblogger KuchenTV, die von rund 3 Mio. Menschen verfolgt wurde, nachdem KuchenTV bei einem musikalischen Auftritt KsFreaks in einem Einhornkostüm verkleidet zusammen mit einem anderen Einhornkostümträger auf der Bühne Geschlechtsverkehr simuliert hatte.
Wenige Tage nachdem sein YouTube-Kollege Manuel Krappinger alias KrappiWhatelse in einem YouTube-Video bekanntgab, Insolvenz angemeldet zu haben, veröffentlichte auch Dähne am 10. August 2019 ein Video, in dem er angab, dass er hohe Schulden hätte. Er stützte die Aussagen von Krappinger, dass Manager und Werbepartner mit Geld verschwunden wären. Des Weiteren sollen nicht bezahlte Steuern, ein ausschweifender Lebensstil sowie die Kosten ihrer Tour zu seinen sowie auch Krappingers finanziellen Problemen geführt haben.
2020 nahm KSFreak mit seiner Partnerin Lisa-Marie Weinberger an der TVNOW-Sendung Couple Challenge - Das stärkste Team gewinnt teil.
Am 19. Februar 2022 kämpfte er in einem Boxkampf gegen den YouTuber ApoRed. Das Event wurde live auf YouTube von UniversumTV übertragen und erhielt mit Zeitweise ungefähr 750.000 Livezuschauern große Aufmerksamkeit. Er verlor jedoch nach 6 Runden gegen seinen Gegner.

## Rezeption
2018 ernannte das Vice-Magazin KsFreakWhatElse zu einer der 100 nervigsten Gestalten Österreichs. Kritisiert wurde er besonders stark für sein chauvinistisches Auftreten, sein Ego und seinen Mangel an Selbstironie.

### Kritik
Am 14. Oktober 2017 veröffentlichte KsFreak den Song Kein Respekt mehr auf YouTube. Bei diesem handelt es sich um einen ironischen Disstrack gegen andere Webvideoproduzenten. Wenig später wurde der Titel jedoch auf der Plattform gesperrt, da es sich bei ihm um ein Plagiat des Liedes Disrespectful des Rappers G4shi handle. Dähne bestritt die Vorwürfe nicht und gab an, zu 80 % von dem Song inspiriert worden zu sein, allerdings habe er den Beat legal gekauft und den Track als deutschsprachige Coverversion konzipiert. Seither wurde das Lied nicht mehr offiziell veröffentlicht.
Am 24. Oktober 2016 veranstaltete KsFreak auf YouTube ein Preisausschreiben, bei welchem er verkündete, seine Zuschauer hätten die Möglichkeit, 500 Euro sowie Merchandising zu gewinnen. Die Bedingung dafür wäre ein (kostenloses) Abonnement seines Kanals; die Sieger würden zwei Wochen später bekanntgegeben werden. Das Gewinnspiel wurde jedoch nie realisiert und das Thema verschwand aus den Medien.

### Vorwürfe der Schwulenfeindlichkeit
Im Dezember des Jahres 2016 veröffentlichte er ein Video mit dem Titel Bei der POLIZEI als SCHWUL eingetragen, bei welchem er verlauten ließ, dass sein Kollege KrappiWhatelse im Zuge der Anschaffung eines Notfallpasses Dähne als seinen Lebensgefährten hat eintragen lassen, um zeitig für einen Videodreh von Wien nach Berlin fliegen zu können. Daraufhin schrie KsFreak im selbigen Video energisch „Nein, ich will das nicht sein!“. Dies wurde in der YouTube-Szene als homophobe Attacke scharf kritisiert.
Zwei Tage nach Veröffentlichung des Videos lud er erneut ein Video hoch, in welchem er Kommentare vorlas und mit dem Vorwurf der Homophobie konfrontiert wurde. Er wies den Vorwurf zurück und erwiderte, dass er doch nicht homophob sei und man homosexuell sein könne, nur nicht währenddessen hinter ihm stehen sollte. Auch dies sorgte für Kritik.
Im Frühjahr 2017 erstellte KsFreak auf Instagram einen Livestream, in welchem er über einige YouTuber herzog und das Wort „schwul“ mehrfach abwertend benutzt hatte. So kritisierte er Klengans Format Doppelt Hate Besser (mittlerweile Brainpain) und stellte die Frage „Seid ihr schwul?“. Ebenso bemäkelte er das Angreifen von anderen YouTubern und kategorisierte dieses Verhalten als „schwul“.

## Diskografie

### Studioalben
- 2017: WhatElse (DE: #14, AT: #4, CH: #82)

### Singles
Als Hauptinterpret
- 2016: 1 Million
- 2016: Nur mit dir
- 2016: Bist du dumm, Deggah?!
- 2016: Business is Booming
- 2017: Tunnel Blick
- 2017: Ohne euch (feat. KrappiWhatelse)
- 2019: Vibe
- 2019: Mamacita
- 2020: Steine
- 2020: Wieso
- 2020: 1000X
- 2021: Cry
- 2021: Tiefschwarz
- 2021: Regen

Als Gastmusiker
- 2015: Photoshop (ApoRed feat. KsFreakWhatElse & KrappiWhatelse)